# Cyber Knight
Cyber Knight (サイバーナイト Saibā Naito?, "Cyber Knight") es un juego RPG para Super Famicom y PC Engine con una temática de ciencia ficción. El juego combina la exploración de Star Trek con combates de robots estratégicos. Este juego está pensado solamente para jugadores de RPG experimentados. Los encuentros aleatorios son muy frecuentes incluso para un RPG japonés de Super Famicom con una fecha de lanzamiento entre mediados y finales de 1992 (i.e., Dragon Quest V: Hand of the Heavenly Bride) y las secuencias de combate (usando ataques de melé en adición a los misiles y pistolas) son extremadamente lentas.
Dos años después, fue lanzada una secuela de este juego titulada Cyber Knight II: Chikyū Teikoku no Yabō

## Historia
En el siglo XXIV, la humanidad se ha expandido a través del espacio exterior. La Tierra ya ha desaparecido como el centro de la civilización humana y cada sistema estelar funciona como nación independiente. Entre estos "países" ha habido varias guerras en el pasado. Esto provocó una alta demanda de mercenarios para pelear en estas guerras por dinero. Algunos de estos mercenarios se volvieron piratas espaciales debido a su insaciable deseo de riquezas.
Los tripulantes de la nave espacial "Swordfish" están en un enfrentamiento con piratas espaciales. Repentinamente, la batalla se torna desfavorable y los tripulantes activan su "jump drive" sin destino pruduciendo un "Jump Miss". Ellos son arrojados a través de la galaxia hacia el centro del universo. Sin embargo, la nave espacial resultó gavemente dañada y se produjeron muchas bajas. Incluso el capitán murió mientras se dirigían hacia el misterioso destino. Sólo 26 de los tripulantes sobrevivieron, y sólo seis de ellos están calificados para operaciones de combate: el comandante, dos soldados, un mecánico y un doctor. Ellos son los responsables de usar los seis "Módulos" gigantes o mechas disponibles para ellos luego de la pelea con los piratas espaciales. Los tripulantes descubren una colonia humana que está bajo ataque de unos implacables aliens biomecánicos apodados "Berserkers".
La tripulación debe luchar de nuevo contra los nuevos aliens y explorar la galaxia para encontrar una forma de volver a la Tierra.

## Jugabilidad
El objetivo es incrementar el poder de los miembros humanos de tu equipo y de sus mechas gracias a los puntos de experiencia (obtenidos mayormente a través del combate), explorar extraños y nuevos mundos usando herramientas/armas, y resolver los problemas de cada civilización alien.
La primera misión implica salvar un planeta similar a la Tierra (habitado por gente grande con un nivel tecnológico similar al de 1992) de los cyborgs (seres biomecánicos no tripulados) que quieren eliminar a la humanidad. En ese planeta, el presidente y su esposa parecen ocupar las posiciones de un trono siendo rey y reina, respectivamente; incluso aunque se supone que su planeta es una democracia. Otras misiones implican comerciar ítems por un traductor universal, atravesar un planeta de lava, e incluso usar un hyperdrive para viajar de un planeta a otro.

## Recepción
En su lanzamiento, la revista Famitsu puntuó la versión para PC Engine del juego con 30 de 40 puntos.